# Шарль Буає
Шарль Буає́ (фр. Charles Boyer; 28 серпня 1899 — 26 серпня 1978) — американський актор французького походження, який чотири рази номінувався на премію «Оскар».

## Життя і творчість
В молоді роки вивчав у Сорбонні філософію, потім навчався в паризькій консерваторії, грав у театрі. Дебют в кіно відбувся у 1920 році, акторським амплуа Буає були романтичні герої. У 1929 році він приїжджає в Голлівуд. У 1932 році грає разом з актрисою Джин Харлоу у фільмі «Рудоволоса бестія», після чого від'їжджає до Франції. Знявшись тут з успіхом у фільмі «Ліліон», Буає у 1934 році повертається до Америки. У США він грає разом з такими зірками кіно, як Лоретта Янґ (фільм «Караван»), Кетрін Хепберн («Розбите серце»), Марлен Дітріх (фільм «Сад Аллаха»). Одночасно Буає устигає зніматися і у Франції — у фільмі режисера Анатоля Литвака «Майєрлінг», де грає роль кронпринца Рудольфа, що стала однією з найкращих робіт Буає.
У подальші роки знімається головним чином в США. Серед найкращих фільмів за його участю: «Історія, зроблена вночі» з Джин Артур; «Підкорення» («Марія Валевська») з Гретою Гарбо (у якому Буає зіграв роль Наполеона); «Це усе і рай теж» з Беті Девіс; «Любовний роман» з Айрін Данн (1939); «Затримайте світанок!» з Олівією де Гевіленд (1941); «Вірна красуня» з Джоан Фонтейн (1943); «Газове світло» з Інгрід Бергман (1944); комедія «Знову разом» з Айрін Данн (1944). У 1940-х роках Буає озвучував анімаційні фільми, у тому числі і знаменитий «Том і Джеррі», працював на радіо в радіопостановках.
У 1951 році актор стає одним з засновників телекомпанії «Four Star Television». У 1966 році увійшов до зоряного акторського складу фільму Рене Клемана «Чи горить Париж?».
Шарль Буає покінчив життя самогубством через два дні після смерті своєї дружини, акторки Пет Патерсон, з якою прожив разом 44 роки (прийняв підвищену дозу снодійного).
Похований на католицькому цвинтарі Святого Хреста у Калвер-Сіті, штат Каліфорнія, США, де також поховані його дружина і син.

## Обрана фільмографія
| Рік  |   | Українська назва         | Оригінальна назва               | Роль                                |
| ---- | - | ------------------------ | ------------------------------- | ----------------------------------- |
| 1920 | ф | Людина відкритого моря   | L'homme du large                |                                     |
| 1929 | ф | Капітан Фракасс          | Captain Fracasse                | Капітан Фракасс                     |
| 1929 | ф | Рудоволоса бестія        | Red-Headed Woman                | Альберт                             |
| 1933 | ф | Яструб                   | L'épervier                      | граф Жордж де Дасетта               |
| 1934 | ф | Ліліом                   | Liliom                          | Ліліом                              |
| 1934 | ф | Щастя                    | Le Bonheur                      | Філіп Лючер                         |
| 1935 | ф | Шанхай                   | Shanghai                        | Дмитро Кослов                       |
| 1936 | ф | Майєрлінг                | Mayerling                       | кронпринц Рудольф                   |
| 1936 | ф | Сади Аллаха              | The Garden of Allah             | Борис Андровський                   |
| 1937 | ф | Товариш                  | Tovarich                        | князь Михайло Олександрович Урятьєв |
| 1937 | ф | Підкорення               | Conquest                        | Імператор Наполеон Бонапарт         |
| 1938 | ф | Алжир                    | Algiers                         | Пепе ле Моко                        |
| 1939 | ф | Любовний роман           | Love Affair                     | Мішель Марне                        |
| 1940 | ф | Усе це і небо на додаток | All This, and Heaven Too        | Дюк де Праслен                      |
| 1941 | ф | Провулок                 | Back Street                     | Волтер Сексел                       |
| 1943 | ф | Вірна красуня            | The Constant Nymph              | Люїс Додд                           |
| 1944 | ф | Знову разом              | Together again                  | Джордж Корде                        |
| 1944 | ф | Газове світло            | Gaslight                        | Грегорі                             |
| 1946 | ф | Клуні Браун              | Cluny Brown                     | Адам Белінський                     |
| 1948 | ф | Тріумфальна арка         | Arch of Triumph                 | Доктор Равік                        |
| 1953 | ф | Мадам …                  | Madame de...                    | генерал, граф Андре …               |
| 1955 | ф | Павутина                 | The Cobweb                      | Даглас Н. Деванал                   |
| 1955 | ф | Нана                     | Nana                            |                                     |
| 1956 | ф | Навколо світу за 80 днів | Around the World in Eighty Days | Агент подорожей                     |
| 1956 | ф | Щастя бути жінкою        | Fortuna di essere donna         | граф Грегоріо Сеннетті              |
| 1957 | ф | Парижанка                | Une parisienne                  | принц Чарльз                        |
| 1958 | ф | Флібустьєр               | The Buccaneer                   | Домінік                             |
| 1961 | ф | Фанні                    | Fanny                           | Цезарь                              |
| 1965 | ф | Чи горить Париж?         | Paris brûle-t-il?               | Доктор Моно                         |
| 1966 | ф | Як вкрасти мільйон       | How to Steal a Million          | Бернар ДеСолне                      |
| 1967 | ф | Казино Рояль             | Casino Royale                   |                                     |
| 1974 | ф | Ставіський               | Stavisky...                     | барон Жан Рауль                     |

## Визнання

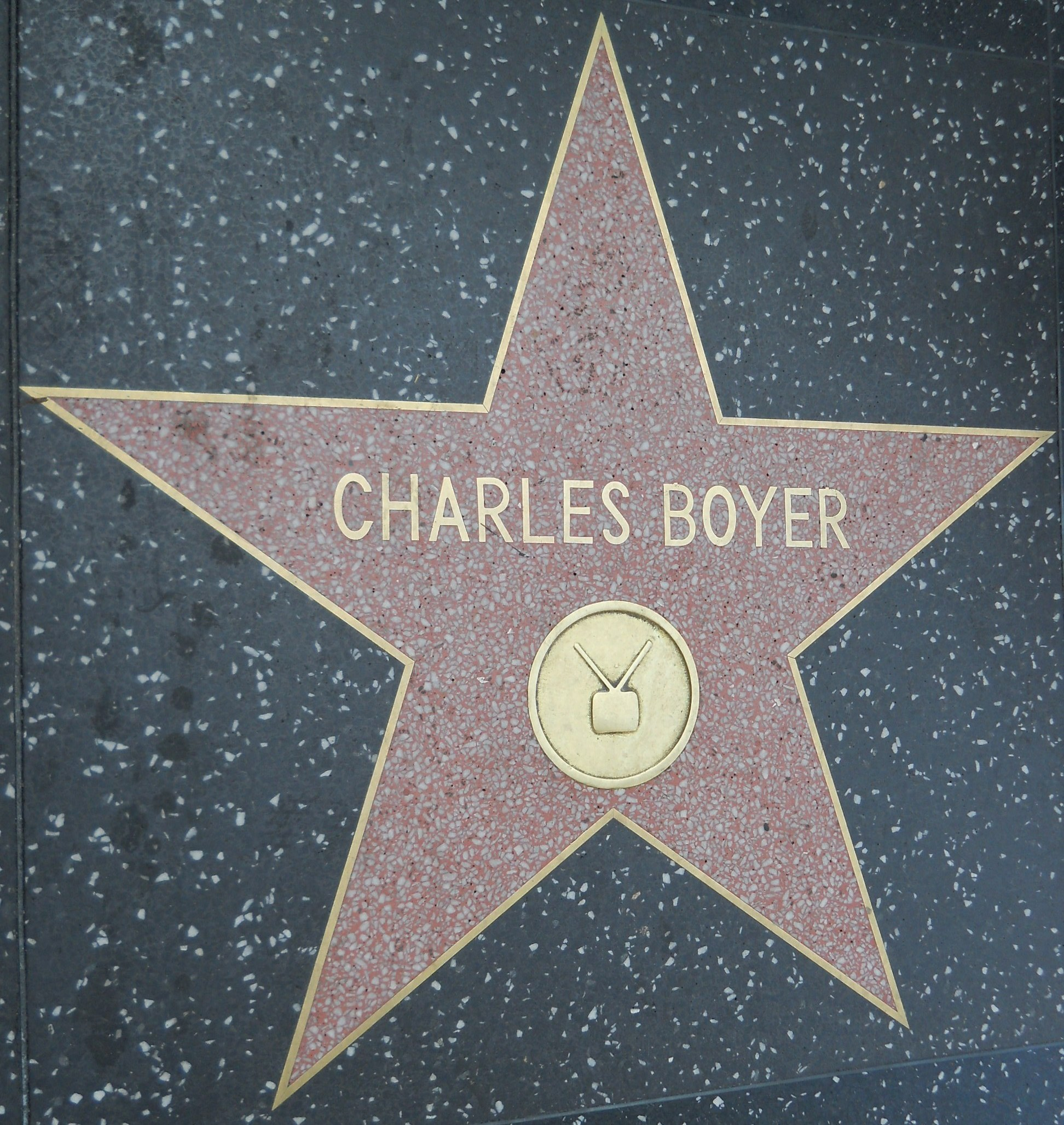
Зірка на Алеї Слави у Голлівуді.

- 1938 — Номінація: Премія «Оскар» за найкращу чоловічу роль («Підкорення» («Марія Валевська»))
- 1939 — Номінація: Премія «Оскар» за найкращу чоловічу роль («Алжир»).
- 1945 — Номінація: Премія «Оскар» за найкращу чоловічу роль («Газове світло»).
- 1953 — Номінація: Золотий глобус за найкращу чоловічу роль (драма) («Щасливі часи»).
- 1962 — Номінація: Премія «Оскар» за найкращу чоловічу роль («Фанні»).
- 1974 — Переможець: Срібний приз Каннського кінофестивалю за найкращу чоловічу роль («Ставіський», 1974)[3].

У 1948 році Шарль Буає став кавалером французького «Ордену Почесного легіону».
Має дві зірки на Голлівудській Алеї Слави за видатні досягнення в кінематографі і на телебаченні.